# دامولس
دامولس (به آلمانی: Damüls) یک شهر در اتریش است که در ناحیه برگنتس واقع شده‌است. دامولس ۳۹۶ نفر جمعیت دارد.